# Ференц Шанта
Ференц Шанта (угор. Sánta Ferenc; 4 вересня 1927, Брашов — 6 червня 2008, Будапешт) — угорський романіст і сценарист. Лауреат Премії Аттіли Йожефа (1956 і 1964) та Премії Кошута в 1973.

## Вибрані твори
- Sokan voltunk, 1954
- Téli virágzás, 1956
- Farkasok a küszöbön, 1961
- «П'ята печатка» / Az ötödik pecsét, 1963
- Húsz óra, 1963
- Az áruló, 1966
- Isten a szekéren, 1970
- Kicsik és nagyok, 1982
- A szabadság küszöbén
- Halálnak halála, 1994.

## Фільмографія
- «Двадцять годин» (угор. Húsz óra, 1965, режисер Золтан Фабрі, за однойменним романом). Фільм виграв «UNICRIT Award» на кінофестивалі у Венеції в 1965.
- «П'ята печать» (угор. Az Ötödik pecsét, 1976, режисер Золтан Фабрі, за однойменним романом). Він був номінований на «Золотого ведмедя» на Берлінському міжнародному кінофестивалі в 1977.
- «Ніч» (угор. Éjszaka, 1989, автор сценарію).

## Нагороди
- Премія Аттіли Йожефа (1956 і 1964)
- Arany Nimfa Prize (Монте Карло, 1970)
- Премія Кошута (1973)
- Magyar Köztársasági Érdemrend Tisztikeresztje (1993)
- Hazám Prize (2004)
- Magyar Muvészetért Prize (2004)